# Полёт в страну чудовищ
«Полёт в страну чудовищ» — советский художественный фильм-сказка режиссёра Владимира Бычкова, снятый в 1986 году по мотивам фантастической повести-сказки Эдуарда Скобелева «Необыкновенные приключения Арбузика и Бебешки».

Премьера в СССР — в 1987 году.

## Сюжет
Однажды в весёлом и почти сказочном городке появился странного вида турист в панаме. В этот день все жители готовились к празднику, посвящённому новому учебному году. К этому событию был приурочен и запуск ракетоплана, сооружённого мастером на все руки дядей Ваней Арбузовым. Тем не менее праздник кончился, так и не начавшись. Турист в панаме похитил несколько детей и увёз их на этом самом ракетоплане в страну чудовищ, где правил злой король Дулярис. Впрочем, ребята оказались на редкость смекалистые и смелые: они переколдовали страну чудовищ в красивую волшебную страну — и к 1 сентября благополучно вернулись домой.

## В ролях
| Актёр                                                    | Роль                           |
| -------------------------------------------------------- | ------------------------------ |
| Максим Матусевич                                         | Арбузик                        |
| Андрей Соловей                                           | Бебешка                        |
| Александр Фриш                                           | каменщик Бамбоко               |
| Владимир Кремена                                         | король Дулярис                 |
| Станислав Садальский                                     | капрал                         |
| Георгий Милляр                                           | генерал                        |
| Владимир Орлов                                           | сыщик                          |
| Борис Гитин                                              | повар                          |
| Владимир Сичкарь                                         | писарь                         |
| Людмила Кормунина (в титрах Л.Булдакова)                 | гадалка                        |
| Вацлав Дворжецкий                                        | учитель, изобретатель          |
| Павел Плотников                                          | Болдуин                        |
| Володя Кисель                                            | Ганька                         |
| Юля Поплавская                                           | Кучерявочка                    |
| Александр Беспалый                                       | кузнец                         |
| Владимир Грицевский                                      | скрипач                        |
| Владимир Зубенко                                         | таксист Пётр Петрович Печёнкин |
| Лидия Мордачева                                          | мать Бебешки                   |
| Наталья Пашкевич                                         | женщина с ребёнком             |
| Анатолий Терпицкий, Анатолий Чарноцкий, Ростислав Шмырёв | эпизодические роли             |

## Съёмочная группа
| Автор сценария                                               | Владимир Голованов                             |
| Режиссёр-постановщик                                         | Владимир Бычков                                |
| Оператор-постановщик                                         | Борис Олифер                                   |
| Композитор                                                   | Сергей Кортес                                  |
| Текст песен                                                  | Владимир Некляев                               |
| Художник-постановщик                                         | Павел Илышев                                   |
| Звукооператор                                                | Борис Шангин                                   |
| Режиссёр                                                     | Б. Берзнер                                     |
| Оператор                                                     | В. Головня                                     |
| Монтажёр                                                     | В. Коляденко                                   |
| Художник по костюмам                                         | А. Грибова                                     |
| Художник-гримёр                                              | Н. Немов                                       |
| Художник-декоратор                                           | Л. Прудников                                   |
| Мультипликация: режиссёр-постановщик, и художник-постановщик | Ю. Евхаров                                     |
| Мультипликация: оператор-постановщик                         | Михаил Комов                                   |
| Мультипликация: художник                                     | В. Довнар, С. Косицын                          |
| Комбинированные съёмки: оператор                             | М. Калачинский                                 |
| Комбинированные съёмки: художник                             | В. Махохин                                     |
| Ассистент режиссёра                                          | Е. Белькевич, И. Каляда, В. Козлов             |
| Ассистент оператора                                          | С. Горчаков, А. Воскресенский, И. Алейчик      |
| Ассистент художника                                          | С. Рудченко, В. Хлопов, И. Оноприенко          |
| Мастер по свету                                              | Н. Знак                                        |
| Редактор                                                     | Л. Пинчук                                      |
| Административная группа                                      | Ф. Нечаев, Н. Пенкрат, А. Чепига, Т. Зенькович |
| Исполнение песен                                             | ВИА «Верасы»                                   |
| Директор                                                     | Игорь Поршнев                                  |